# Санкт-Петербургская слюдяная фабрика
Санкт-Петербургская слюдяная фабрика (ранее — Ленинградская) — предприятие, выпускающее электроизоляционные материалы и изделия на основе слюды. Расположена в Санкт-Петербурге, в городе Колпино.
Санкт-Петербургская Слюдяная фабрика выпускает натуральную листовую слюду для прокладок в агрегатах зажигания, конденсаторную слюду, гидротермическую слюду для котлов высокого давления, штампованные слюдяные детали для внутренней электроизоляции электрических приборов, гибкие слюдяные бумаги и слюдяные ленты для электроизоляционной обмотки деталей электрических машин и силовых кабелей, слюдопласты, применяемые в качестве жестких прокладок в электрических машинах, электронагревательные элементы различных форм и размеров для промышленных и бытовых приборов, вспученный вермикулит и продукты на основе вспученного вермикулита.

## История

### Организация фабрики
Слюдяная фабрика была организована в Ленинграде в 1925 году под названием Слюдяная фабрика № 2 для изготовления миканита и изделий из миканита по адресу улица Прилукская, дом 12. В 1930 году по адресу пр. Римского-Корсакова, д.7 была организована другая фабрика, Слюдяная фабрика № 1, для выпуска изделий из щипаной слюды. Фабрики были созданы для обеспечения нужд радиотехники в годы послереволюционного промышленного подъема и заложили основу всей слюдяной промышленности страны. Под редакцией Е. А. Козловского. Слюдяная промышленность // Горная энциклопедия. — М.: Советская энциклопедия. — 1984—1991.

### Военные годы
В годы войны с 1941 по 1944 годы обе фабрики были частично эвакуированы в город Асбест Свердловской области, где продолжали выпускать слюдяные изделия. В блокадном Ленинграде в сокращенном размере фабрики работали все годы войны. Сохранился приказ директора фабрики М. К. Галактионовой от 1 июня 1943 года об объединении 1-й и 2-й Слюдяных фабрик в одну с размещением управления по адресу пр. Римского-Корсакова, д.7. После эвакуации в 1944 году фабрики опять были разделены на 1-ю и 2-ю Слюдяные фабрики.
В архивных документах, сохранившихся с тех лет, отразилась вся история блокады: уходы на фронт, смерти в блокадном городе, распределение продовольствия, охрана от мародерства, бригады пожаротушения, бомбоубежища, тяжелый труд, работа детей в цехах, а ближе к 1944 году возвращения, празднование годовщины октябрьской революции, оценка разрушений и потерь, работы по восстановлению. Фабрики разделили участь родного города и героически работали в течение всех военных лет.

### Послевоенный советский период

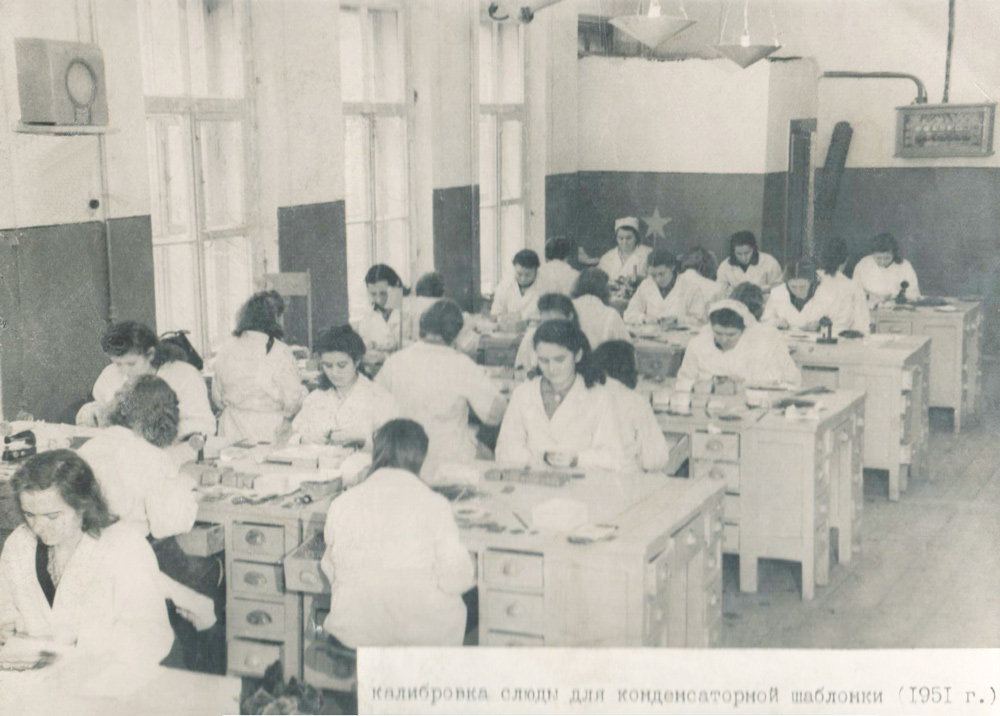
Щипка слюды. Ленинградская Слюдяная фабрика. 1956 год.

В послевоенные годы необходимость в продукции фабрик возросла еще больше. В конце 40-х годов численность обоих предприятий составляла около 500 человек, а к 1956 году достигла 1000 человек.
В 1953 году оба предприятия были окончательно объединены в одно под названием Ленинградская Слюдяная фабрика. Слюдяная фабрика № 2 получила продолжение в цехе № 5, выпускающим слюдобумаги, слюдоленты и слюдопласты, а Слюдяная фабрика № 1 — ныне цех № 2, специализирующийся на изделиях из натуральной слюды и электронагревательных элементах.
Помещения в центре города не соответствовали нуждам предприятий. В архиве сохранились документы и письма к руководству, в которых говорится о необходимости расширения производственных площадей. В начале 60-х годов было принято решение о переезде в город Колпино, где для Слюдяной фабрики выделялась площадка в 12,5 гектар рядом с Ижорскими заводами. Строительство Слюдяной фабрики в городе Колпино началось в 1963 году и продолжалось до 1976 года. На этом месте Слюдяная фабрика располагается и сейчас.
Фабрика награждена Орденом Знак Почета в 1975 году.

### Современность

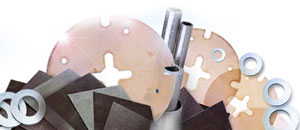
Изделия из натуральной слюды и слюдопласты

В 1993 году Слюдяная фабрика была акционирована и превратилась в ЗАО «Слюдяная фабрика». В трудные времена экономического упадка в годы перестройки, Санкт-Петербургская Слюдяная фабрика продолжала в сокращенном объеме выпускать электроизоляционные слюдяные изделия.
После 2008 года продукция предприятия вновь востребована и соответствует требованиям электротехнического рынка России. На предприятии была проведена реконструкция и модернизация оборудования, разрабатываются новые продукты. Одним из передовых направлений деятельности является выпуск сухих строительных смесей на основе вспученного вермикулита, обладающего теплоизоляционными и звукоизоляционными свойствами.

## Продукция слюдяной фабрики

### Электроизоляционные изделия
Слюдяные бумаги, слюдяные ленты, слюдопласты, штампованные изделия из слюдопластов, термостойкие и дугостойкие материалы применяются для электроизоляции электрических машин.

### Изделия из натуральной слюды
Листовая слюда, штампованные изделия из натуральной слюды, гидротермическая слюда СМОГ для котлов высокого давления. 

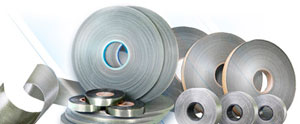
Слюдоленты

### Электронагревательные элементы на основе слюдопластов
Применяются для электрической изоляции промышленных и бытовых электрических приборов и машин.

### Слюда дробленая флогопит
Применяется в качестве наполнителя:
- бурового раствора при бурении скважин;
- смеси, наносимой на сварочные электроды;
- шлакообразующих смесей в металлургии;
- асфальтовых смесей;
- резин, пластмасс, лаков, красок, грунтовок, клеев, керамики, обоев;
- штукатурок и шпаклевок.

### Вспученный вермикулит
Вспученный вермикулит является вспученной гидратированной слюдой, представляет собой сыпучий зернистый легкий пористый материал с размером частиц от 0,5 до 10 мм. Обладает теплоизоляционными, звукоизоляционными свойствами, огнестоек, инертен, безвреден.

### Сферы применения вспученного вермикулита
- В строительстве для теплоизоляции, звукоизоляции и обеспечения огнестойкости поверхности в составе различных строительных смесей: бетонов, кладочных смесей, штукатурок, ровнителей для полов[2]; в составе строительных плит; как насыпной теплоизолятор.Вспученный вермикулит

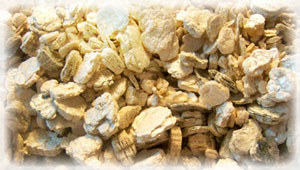
Вспученный вермикулит

- В металлургии для теплоизоляции прибыльной части слитков и оборудования
- В сельском хозяйстве, растениеводстве, цветоводстве носит название агровермикулит. Регулирует влагу и ионный обмен в почве, является носителем удобрений и питательных веществ. Применяется для улучшения свойств почв, гидропоники, среды для хранения и транспортировки семян, луковиц цветов, овощей и фруктов. Добавляется в состав готовых почвосмесей для промышленного и любительского цветоводства.
- В животноводстве и птицеводстве в качестве добавки в корма и подстилочного материала.
- В экологии для сбора нефти с водоемов и почв
- В химической промышленности в качестве наполнителя пластмасс, резины, лаков и красок, сорбента органических и нефтепродуктов, среды для хранения и транспортировки активных химических веществ.
- Для хранения, упаковки и транспортировки стекла, приборов, жидкостей, активных химических веществ, овощей и фруктов.
- В автомобилестроении в составе тормозных колодок и других фрикционных изделий.

## См. также

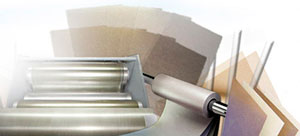
Слюдяные бумаги